# Chaos! Comics
Chaos! Comics war ein US-amerikanischer Comicverlag, der 1992 gegründet wurde und zwischen 1993 und 2002 publizierte.

## Übersicht
Chaos! Comics war der Herausgeber zahlreicher Comicserien wie Lady Death, Purgatori, Evil Ernie, Chastity, Jade, Omen, Bad Kitty, Cremator, Lady Demon und Smiley The Psychotic Button. Der Verlag veröffentlichte auch die lizenzierten Comics der World Wrestling Entertainment und verschiedener Bands.
Im Jahr 2002 meldete Chaos! Comics Konkurs an und alle Rechte an den Figuren (ausgenommen Lady Death) wurden an Comic-Händler Tales of Wonder veräußert. Die Rechte an Lady Death wurden noch vor dem Konkurs der Chaos! Comics an CrossGen, von dort an Brian Pulido & Avatar Press verkauft.

Chaos! Comics Deutschland (welches zu mg/publishing/Modern Graphics, letztlich Infinity Verlag gehörte) veröffentlichte von 1998 bis 2005.

Tales of Wonder genehmigte später Devil’s Due Publishing (DDP) die Verwendung der Chaos-Charaktere, diese wurden ein wesentliches Produkt von DDP. Im Rahmen dieser Vereinbarung produzierte Chaos! Comics eine neue monatliche Reihe von Purgatori sowie eine limitierte Serie von Evil Ernie zusammen mt einem Chastity-Buch, dessen Veröffentlichung für einen späteren Zeitpunkt geplant war. Allerdings verwarf DDP diese Pläne aufgrund zu niedriger Verkaufszahlen dieser Serien und die Chaos-Charaktere gerieten in Vergessenheit. Die Marke Chaos! Comics gehört nun Dynamite Entertainment.

## Autoren
- Brian Pulido
- Steven Hughes
- Al Rio
- Mike Flippin
- Justiniano

## Titel
- Purgatori
- Chastity
- Cremator
- Evil Ernie
- Jade
- Lady Death
- Omen
- Lady Demon
- Bad Kitty
- Smiley The Psychotic Button

### Lizenzierte Titel

#### Basierend auf Musikbands
- The Crypting Writings of Megadeth
- The Insane Clown Posse – The Pendulum
- Static-X

#### WWE-Charaktere
- Chyna
- The Rock
- Mankind
- Stone Cold Steve Austin
- The Undertaker

#### Filme
- Halloween

## Doomsday
Doomsday war ein 1995 von der Firma einmalig veröffentlichtes Thrash-Metal-Album.
Darauf spielt ein (gleichnamiges) Trio – ursprünglich aus Van Nuys, Kalifornien, das aber zwischen 1995 und 1997 nach Phoenix (Arizona) umsiedelten – energischen basslastigen harten Thrash Metal. Die CD wurde in limitierter Auflage verkauft, um die Lady Death und Evil Ernie Comics zu promoten. Das Albumcover zeigt Evil Ernie unter dem Doomsday-Logo. Das Trio trat auf der DragonCon ′97 auf, hatten darüber hinaus jedoch keinen kommerziellen Erfolg. Doomsday traten auch auf dem ChillerCon, NJ 1997 mit Scream-Queen Tiffany Shepis als Co-Starring, die als Teil der Bühnenshow als Jungfrau geopfert wurde.

### Titelliste
1. „Inceptive Psychosis“ 1:12
2. „Beyond Death“ 5:17
3. „Cyborg Killing Machine“ 3:36
4. „Who Am I“ 4:46
5. „Black Sorrow“ 4:20
6. „Resurrection“ 4:00
7. „Chaos! Rules“ 3:38
8. „Lost Insanity“ 5:13
9. „I Dream“ 3:52
10. „I Am Dead...“ 1:52
11. „Die With Me“ 1:48

### Bandmitglieder
- Mike Flippin: Gitarre und Gesang
- Dave Chaney: Bass
- Johnny Ogle: Schlagzeug